# Kurier Wileński
Der Kurier Wileński (wörtlich Vilniusser Kurier) ist eine polnischsprachige Tageszeitung aus der litauischen Hauptstadt Vilnius und gehört zu den wichtigsten Medien der polnischen Minderheit in Litauen. Die Wurzeln des „Kuriers“ reichen bis 1796 zurück. Der Kurier Wileński ist Mitglied der Europäischen Vereinigung von Tageszeitungen in Minderheiten- und Regionalsprachen.

## Geschichte
Der Vorgänger der Zeitung wurde 1796 in Grodno als Kurier Litewski gegründet und zog ein Jahr später nach Vilnius (polnisch Wilno) um. 1846 wurde er schließlich in Kurier Wileński umbenannt und erschien – mit einigen Unterbrechungen – bis 1939, als die Sowjetunion gemeinsam mit Deutschland Polen überfiel.
Nach dem Zweiten Weltkrieg wurden große Teile der polnischsprachigen Bevölkerung aus dem heutigen Litauen nach Polen im Zuge der Zwangsumsiedlung von Polen aus den ehemaligen polnischen Ostgebieten 1944–1946 vertrieben. Ein großer Teil verblieb jedoch in Litauen und stellte weiterhin in einigen Regionen die Bevölkerungsmehrheit. Am 1. Juli 1953 erschien schließlich mit dem Czerwony Sztandar (Rotes Banner) wieder eine polnischsprachige Tageszeitung in Litauen. Als sich der Zerfall der Sowjetunion abzeichnete, wurde das Blatt im Februar 1990 in Kurier Wileński umbenannt – in Anlehnung an den alten „Kurier“, der bis 1939 erschien. Seit der Unabhängigkeit Litauens konnte die Zeitung ihre Stellung als ein wichtiges Medium der polnischen Minderheit in Litauen behaupten. Da der Kurier Wileński jedoch nicht profitabel ist, wird er teilweise vom polnischen Staat finanziert.